# Коклоа
Коклоа (фр. Coclois) насеље је и општина у североисточној Француској у региону Шампањ-Арден, у департману Об која припада префектури Троа.
По подацима из 2011. године у општини је живело 187 становника, а густина насељености је износила 27,02 становника/km². Општина се простире на површини од 6,92 km². Налази се на средњој надморској висини од 105 метара.

## Демографија
| 1962. | 1968. | 1975. | 1982. | 1990. | 1999. | 2011. |
| ----- | ----- | ----- | ----- | ----- | ----- | ----- |
| 92    | 125   | 127   | 122   | 123   | 143   | 187   |

График промене броја становника у току последњих година